# Theodor Wacker
Theodor Wacker (né le 5 novembre 1845 à Bohlsbach, mort le 9 novembre 1921 à Fribourg-en-Brisgau) est un prêtre allemand et homme politique badois.

## Biographie
Wacker étudie de 1865 à 1868 la théologie catholique à Fribourg, va au séminaire de St. Peter et reçoit le 4 août 1869 l'ordination des mains de l'évêque auxiliairLothar von Kübel (de). Après une charge de vicaire à Constance, il est bénéficiaire en 1870 à la cathédrale Notre-Dame de Fribourg. En 1883, il est prêtre de Zahringen.
Sa carrière politique débute en 1874 à la tête de l'Association civique catholique de Fribourg. Il est rédacteur de Freiburger Boten et agit de cette manière contre le gouvernement de Bade, dominé par les national-libéraux et les protestants. À l'occasion des élections législatives allemandes de 1874, il publie Dix commandements pour les électeurs. Il est membre du Parti populaire catholique (de) et fait partie du parlement du grand-duché de Bade de 1879 à 1887.
Dans le conflit au sein du Parti populaire catholique sur le rapport avec le groupe parlementaire majoritaire national-libéral en 1883 , il est le principal opposant du chef du parti, Franz Xaver Lender, qui coopère à la demande de l'archevêque Johann Baptist Orbin (de). Après que Lender n'est plus élu président en 1887, Wacker, encouragé par le politicien du centre, Ludwig Windthorst, reprend même la direction du parti. En octobre 1888, le parti met fin à la confrontation en prenant six résolutions fondamentales et change son nom pour Zentrumspartei afin de souligner l'accord de fond avec le parti frère éponyme de Prusse.
En 1891, Wacker est à nouveau élu au parlement du grand-duché de Bade. Cependant, son travail d'opposition dans les années suivantes n'a aucun fruit politique, seule l'interdiction de mission pour les religieux étrangers est abolie en 1893. À partir de 1897, Wacker discute dans la presse avec le prêtre de Bonndorf, Fridolin Honold (de), que Wacker veut espionner après que Honold demande à ses paroissiens d'élire le Zentrum.
En 1899-1900, bien que la deuxième chambre ait décidé que des ordres pourraient également être passés à Bade même, cela n'a pas été confirmé par la première chambre. Après cet échec, le grand-duc Frédéric et le gouvernement de Bade font savoir au nouvel évêque Thomas Nörber (de) que le gouvernement ne serait disposé à faire de compromis que si le Zentrum est moins conflictuel au Landtag. Comme il ne veut pas faire obstacle, Wacker quitte le Parlement de 1903, mais reste jusqu'en 1917 à la présidence du parti.
Dans le conflit syndical intra-catholique au niveau du l'Empire, Wacker affirme que les travailleurs catholiques (de) devraient également s'affilier à des syndicats non confessionnels. En conséquence, il entre en conflit avec l'autorité ecclésiastique après le pape Pie X qui, en 1912, dans l'encyclique Singulari quadam (de), n'autorise l'adhésion de travailleurs catholiques à des organisations ouvrières non catholiques que de manière exceptionnelle. Cependant, lors d'une réunion du Zentrum à Essen le 15 février 1914, Wacker attaque violemment les adhérents d'organisations de travailleurs purement catholiques et exige que l'activité politique des catholiques ne soit pas soumise à l'autorité ecclésiastique. Son discours intitulé Zentrum und kirchliche Autorität, qui est imprimé dans une brochure Gegen die Quertreiber, est mis à l’Index le 3 juin 1914. Wacker, qui est sévèrement touché, signe une déclaration le 13 août 1914, qui satisfait la congrégation de l’Index.